# Roman Klimov
Pour les articles homonymes, voir Klimov (homonymie).
Roman Guennadievitch Klimov, né le 19 janvier 1985, est un coureur cycliste russe.

## Palmarès
- 2007
  - 3e et 4e étapes du Grand Prix de Sotchi
  - Grand Prix de Moscou
  - 6e étape du Tour de Hainan
- 2008
  - 4e étape du Grand Prix de Sotchi
  - 4e étape du Circuito Montañés
  - 4e étape du Tour de Sochi
  - 3e du Tour de Sochi
  - 3e du Circuito Montañés
- 2009
  - 3e du Circuit des Quatre Cantons

## Classements mondiaux
| Année           | 2006  | 2007 | 2008 | 2009  |
| --------------- | ----- | ---- | ---- | ----- |
| UCI Asia Tour   |       |      | 26e  |       |
| UCI Europe Tour | 1332e | 173e | 96e  | 1167e |